# Paisatge de Tennessee
Paisatge de Tennessee és una pintura d'Alexander Helwig Wyant, un pintor paisatgista estatunidenc associat a l'Escola del Riu Hudson. Alexander Helwig Wyant va ser un dels pocs pintors d'aquella escola pictòrica que van sobreviure als canvis en els gustos de la crítica i del públic, quan les circumstàcies del país van canviar.

## Introducció
Quan Wyant va arribar a Nova York, a principis de la dècada de 1860, encara imperava l'Escola del Riu Hudson en la pintura de paisatge. Wyant, ansiós per establir-se com a artista professional, volia emular les obres que va veure a la National Academy of Design. El 1865, quan va viatjar a Alemanya, va decidir estudiar amb Hans Gude, que aleshores ensenyava a Karlsruhe. La instrucció que Wyant va rebre de Gude remarcava els elements essencials del pintors del riu Hudson: un realisme gairebé fotogràfic en la representació de la Natura, l'ús de pintura fina i pinzellades ajustades i controlades, una tonalitat marró en general, i un format panoràmic. Wyant va ser l'últim gran pintor nord-americà a buscar aquesta formació, ja que el prestigi de la Düsseldorfer Malerschule estava minvant.

## Temàtica de l'obra
Pel que sembla, Wyant havia fet un viatge als afores de Chattanooga, en la dècada de 1850 o 1860, quan s'estatjava a Frankfort (Kentucky), i feia esbossos dels paratges on el riu Tennessee travessa les Cumberland Mountains. El 1865 havia pintat una obra similar però de mida més petita i menys dramàtica en el tractament de la natura: Tennessee, abans conegut com a Mohawk Valley actualment al Museu d'Art del Comtat de Los Angeles. Ambdues obres mostren el Tennessee River Gorge, el congost produït pel riu a través de la serralada Cumberland, amb Elder Mountain a la dreta del riu, i Signal Mountain a l'esquerra.

## Anàlisi de l'obra
La temàtica d'aquest llenç és inusual, perquè va ser pintat en una època en la qual els artistes del Nord-est dels Estats Units evitaven representar paisatges del Sud dels Estats Units. Wyant va pintar aquest llenç, sota l'ensenyament de Gude, a partir d'esbossos realitzats prèviament als Estats Units d'Amèrica. Aquest llenç revela una minva de la influència de l'Escola del Riu Hudson i una certa influència de l'Escola de Barbizon i de l'etapa madura de George Inness. En aquest sentit, cal remarcar-hi una certa predilecció pels tons verds-grisos, que esdevindria una característica de la seva obra posterior.
En certa manera, aquesta pintura representa una de les darreres manifestacions de l'Escola del Riu Hudson stricto sensu. Efectivament, poc després de la Guerra Civil dels Estats Units, els gustos van canviar. El país havia perdut la seva innocència i Nord-amèrica ja no podia ser percebuda com un nou Jardí de l'Edèn. Ja no era aplicable una iconografia que enaltís un paisatge immaculat, i amb aquestes noves condicions, les obres de l'Escola del Riu Hudson van esdevenir obsoletes.